# Caschetto (acconciatura)

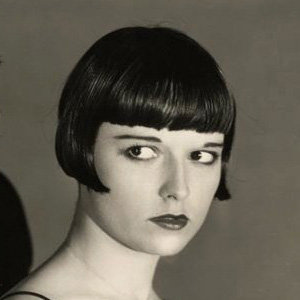
L'attrice Louise Brooks

Il caschetto (nel gergo della moda anche carrè, con la differenza che questi è più corto dietro e più lungo avanti, tendenzialmente il carrè non ha la frangia e i capelli risultano tutti uguali rispetto a un piano orizzontale) è un'acconciatura corta, in cui i capelli vengono tagliati all'altezza delle orecchie (caschetto corto), del mento (caschetto medio) o della clavicola (caschetto lungo). È diventato un taglio di moda per le donne negli anni venti e negli anni sessanta e per gli uomini negli anni settanta e negli anni ottanta, passando poi di moda negli anni novanta.
La variante del caschetto è il bob, che è scalato dal basso verso l'alto.

## Storia
Il carré (come da immagine) fu creato a Parigi nel 1909 dal parrucchiere Antoine, ispirato da Luana Cowley. Prima della fine della prima guerra mondiale diventò popolare in buona parte d'Europa e negli Stati Uniti. Bob cut era il cosiddetto taglio alla maschietta con cui le donne degli anni venti cominciarono a tagliarsi in modo deciso i lunghi capelli fino a quel momento considerati intoccabili. Una delle prime ad adottarlo era stata l'attrice francese Polaire, che lo sfoggiava già negli anni dieci.

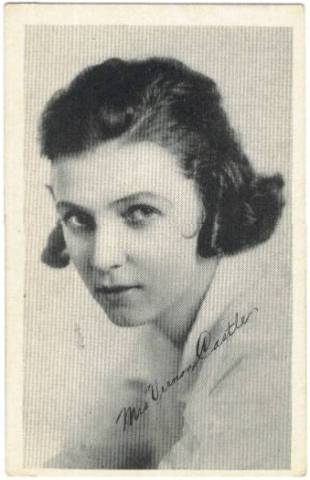
Irene Castle (1917)

La nuova pettinatura denotava modernità e indipendenza. Venne lanciata a livello mondiale dalla celebre ballerina Irene Castle, che si tagliò i capelli con un taglio che venne definito Castle bob. Dopo di lei, il taglio alla maschietta fece il salto qualitativo che, da stile poco rispettabile, lo fece diventare l'ultima moda. La splendida Louise Brooks appare praticamente sempre con tale taglio di capelli, diventandone l'icona vivente. L'attrice Colleen Moore ebbe un ruolo molto importante nella diffusione della moda del carré che, all'epoca, fu considerato un simbolo dell'emancipazione femminile.
Negli anni sessanta il carré ebbe una impennata di popolarità, grazie alle nuove varianti di design, frutto dell'interpretazione di importanti stilisti come Jean Muir, Mary Quant e Vidal Sasson, e dell'adozione di tale taglio da parte di cantanti ed attrici come Amanda Barrie, Cilla Black, Juliette Gréco, Beverly Bivens, Mireille Mathieu, Nancy Kwan e Billie Davis. Ispirandosi a Louise Brooks, Guido Crepax creò il personaggio a fumetti di Valentina, che sfoggiava un taglio a carré nella Milano in cui imperavano i Vergottini, parrucchieri e, allo stesso tempo, stilisti che tagliarono i capelli anche alla cantante Caterina Caselli, una delle prime ad "importare" la moda del carré e che fu addirittura soprannominata Casco d'oro, per via dei suoi capelli biondi. La Caselli si presentò a Sanremo con quel taglio e con Nessuno mi può giudicare, diventando così ufficialmente Casco d'oro.
Dopo che il carré fu "offuscato" negli anni settanta ed ottanta da tagli più moderni, di recente il caschetto è tornato di moda. L'attrice Uma Thurman è stata spesso associata a tale taglio, grazie al film Pulp Fiction del 1994, ed in seguito anche altri celebri personaggi come Victoria Beckham e la cantante Rihanna hanno contribuito al suo rilancio.